# Bradina melanoperas
Bradina melanoperas is een vlinder uit de familie van de grasmotten (Crambidae), uit de onderfamilie van de Spilomelinae. De wetenschappelijke naam van deze soort is voor het eerst voorgesteld door George Francis Hampson in een publicatie uit 1896.

## Verspreiding
De soort komt voor in Myanmar en China (o.a. Zhejiang, Guangdong).

## Ondersoorten
- Bradina melanoperas melanoperas Hampson, 1896
- Bradina melanoperas sinensis Caradja, 1925 (China)